# Ел Амин
Мухамед ибн Харун (арап. محمد بن هارون) познатији као ел Амин (арап. الأمين, „Поуздани”; 14. април 787, Багдад — 25. септембар 813, Багдад) био је шести абасидски калиф (809—813). Владавину су му је обележили немири у Калифату, који су кулминирали грађански ратом са братом ел Мамуном.

## Биографија
Мухамед је био први син абасидског калифа Харуна ел Рашида. Мајка му је била калифова прва супруга и сестра од стрица Зубајда бинт Џафар. Још док је био дете почели су га називати ел Амин, у значењу „Поуздани”. На место калифа дошао је после очеве смрти 809. године. Калифат је у то време доживљавао процват. Поједини извори говоре да је ел Амин је од оца наследио баснословно богатство: 4000 турбана, 1000 скупоцених порцеланских посуда, мноштво парфема, огромне количине драгог камења, 150.000 копаља, исто толико штитова и хиљаде пари чизама, углавном постављених самуровином и нерцом. Ел Табари је забележио да се у државној ризници тада налазило 900 милиона дирхама, што би, уколико је податак тачан, значило и да је млади калиф у тренутку доласка на власт располагао са 3000 тона сребра.
Харун ел Рашид је био више привржен свом млађем сину ел Мамуну, кога је добио са једном од конкубина и за кога је веровао да има више дара за управљање државом. Свечаном погодбом склопљеним међу браћом током хаџилука, коју је свакако иницирао сам Харун, Мамун је при Аминовом устоличењу постао аутономни гувернер Хорасана и престолонаследник. Међутим, ел Амин се није мирио са тим стањем, пошто је желео да га наследи његов син Муса. Зато је инсистирао на томе да Мамун дође у Багдад како би Мусу признао за законитог наследника. Међутим, Мамун је упорно одбијао да дође, бојао се за своју безбедност. Такође, у исто време је одлучио да обустави слање свих извештаја Багдаду, као и да уклони ел Аминово име са свих украса који су се налазили на званичним одеждама које су биле коришћене у Хорасану. Све то је указивало на његову одлуку да прогласи самосталност.
Подстакнут од свог везира ел Фадл ибн ел Рабија, ел Амин се осветио тако што је забранио помињање ел Мамуна током верских обреда петком. Амин и Мамун су почели да се спремају за рат. У марту 811. године године оружане снаге два брата сукобиле су се код Раја. Иако бројчано слабија, Мамунова војска предвођена надареним Тахиром ибн Хусеином, надјачала је и победила калифове снаге генерала Алија ибн Исе ибн Махана. Након тога избиле су побуне против Аминове власти у Сирији. Ел Мамунова побуњеничка војска заузела је Хамадан, Басру и Куфу, а Мека и Медина исказале су му своју лојалност. Тахир је сплеткама успео да посвађа калифове генерале, што је омогућило побуњеничким трупама да дођу до самог Багдада и ставе га под опсаду.
Oпсада престонице протегла се на скоро годину дана. Сва околна села приморана су на предају, у супротном би била спаљена. Сви трговци који су речним путем долазили у престони град били су натерани да на својим лађама донесу огромно камење које би потом испаљивали ел Мамунови катапулти. Под дејством опсадних справа градске зидине почеле су да се руше. Житељи Багдада постајали су очајни, гладни и почели су да прибегавају безакоњу. С друге стране, Тахир је обећао добар третман, па чак и дарове, свима који би изашли из града и предали се. Крајем лета 813. године браниоци града коначно су се предали и Тахир је са војском ушао у Багдад. У уличним борбама које су уследиле град је додатно страдао. Амин је успео да уговори слободан излаз под условом абдикације. Међутим, користећи општи хаос, калиф је 25. септембра пробао да изигра споразум и побегне из града заједно са симболима власти. Пошто је био разоткривен, бацио се у Тигар и покушао да преплива на другу страну. Тахирови војници су га заробили, одбрубили му главу и донели свом господару, који ју је затим предао Мамуну. Неки извори говоре да је Мамун, који није имао намеру да га погуби, том приликом запао је у потпуни очај. У сваком случају, Аминова глава је била набијена на колац и постављена на градским зидинама, што је била пракса кад су у случају узурпатори и побуњеници, нипошто законито изабрани калифи.
Историографија није наклоњена ел Амину, могуће као последица деловања ел Мамуна. У сваком случају, изгледа да калиф био либералан и није много бринуо о шеријату. Без обзира неодобравање приказивања фигура у исламу, имао је излетничке чамце на Тигру у облику лавова и орлова. Наводи се да се калиф окружио евнусима и водио раскалашан и декадентан живот. Наводно, његова мајка Зубајда је чак наложила дворским слушкињама да носе мушку одећу како би се очувао конвенционални морал. Аминова најдража конкубина била је Ариб ел Мамунија. Поред ње имао је супругу Лубану бинт Али ибн ел Махди, која му је била сестра од стрица. Са њом је имао сина Мусу. Муса је непосредно после његове смрти скрајнут од стране ел Мамуна, који је добио готово апсолутну подршку у свом устоличењу на место калифа.